# ティエンハイ県

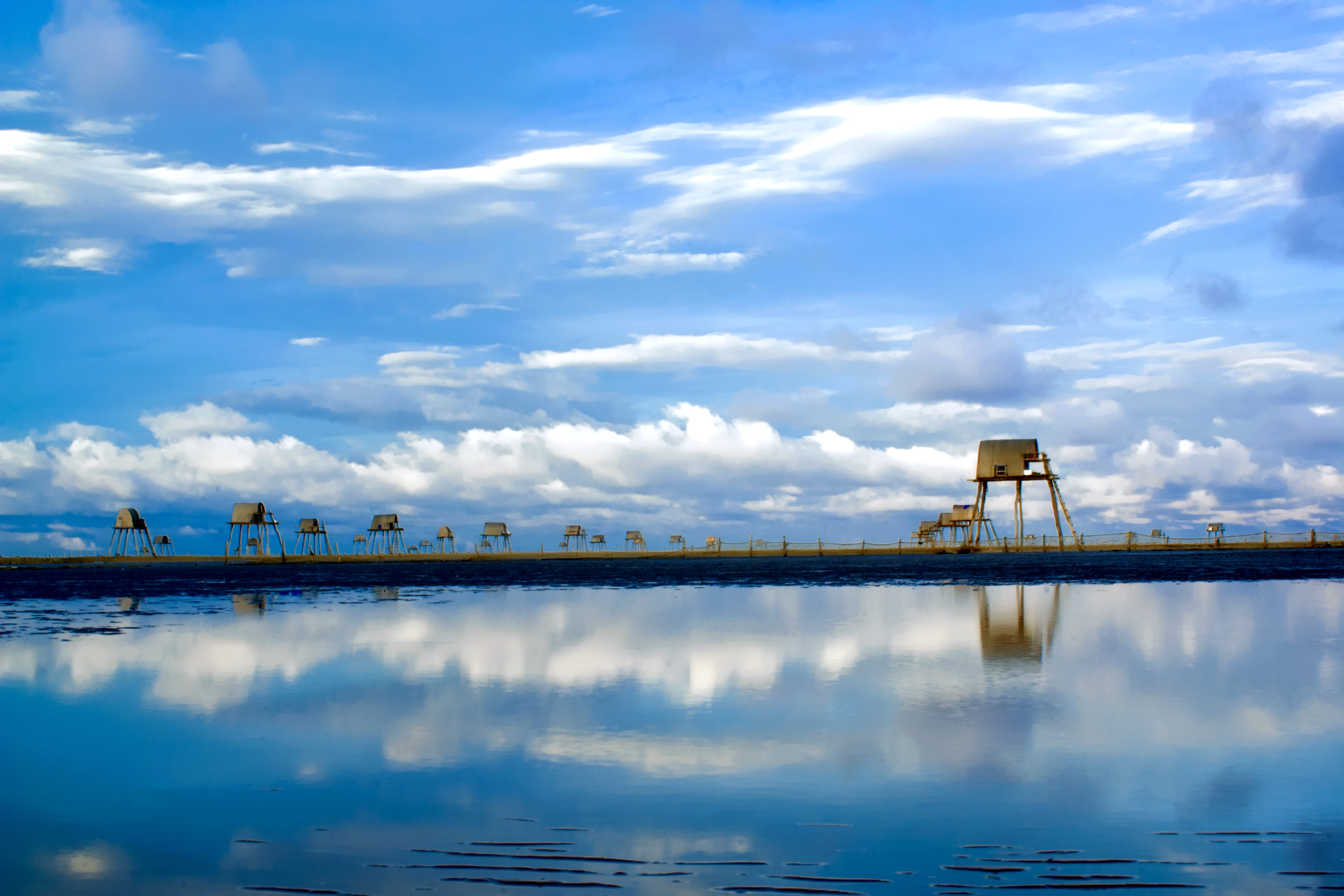

ティエンハイ県（ティエンハイけん、ベトナム語：Huyện Tiền Hải / 縣錢海? ）は、ベトナムタイビン省の県である。面積は226km²、人口は218,616人（2009年）である。

## 行政区画
1市鎮34社を管轄する。